# De Lek
Pour les articles homonymes, voir Lek.
De Lek (anciennement, en français, La Lecq) est une ancienne commune néerlandaise, située dans la province de la Hollande-Méridionale.
De Lek a été érigé en commune en 1817 à partir de la seigneurie historique du même nom. Sa superficie était de 5,99 km², essentiellement constituée d'eau ; le territoire correspond aux eaux de la rivière de Lek, en aval d'Ammerstol jusqu'à Krimpen aan den IJssel. La commune n'a jamais eu de conseil municipal : il n'y avait pas d'habitants. Seuls les services des Impôts ont considéré De Lek comme entité indépendante.
En 1847, la commune fut supprimée et le territoire répartie entre les communes riveraines de part et d'autre du Lek. 

## Référence et source
- (nl) Ad van der Meer et Onno Boonstra, Repertorium van Nederlandse gemeenten 1812-2006, DANS Data Guide 2, La Haye, 2006

1. ↑  Willem de Nassau-LaLecq, fils illégitime de Maurice de Nassau et de sa maitresse Margarèthe van Mechelen, était seigneur de La Lecq (c.-à-d. De Lek). Il utilisait régulièrement le nom de Willem Lalecq. Ses descendants continuèrent de porter le nom de de Nassau de Lalecq.